# Општина Осика де Сус (Олт)
Осика де Сус (рум. Osica de Sus) општина је у Румунији у округу Олт.
Oпштина се налази на надморској висини од 89 m.